# آلبرت مونک (بازیکن فوتبال، زاده ۱۸۷۵)
آلبرت مونک (انگلیسی: Albert Monks؛ 6 May 1875 – ۱۹۳۶ (۶۳−۶۴ سال)) بازیکن فوتبال بود.
از باشگاه‌هایی که در آن بازی کرده‌است می‌توان به باشگاه فوتبال بلکبرن روورز اشاره کرد.